# Mistrzostwa świata w piłce nożnej mężczyzn
| Rok  | Zwycięzca |
| ---- | --------- |
| 1930 | Urugwaj   |
| 1934 | Włochy    |
| 1938 | Włochy    |
| 1950 | Urugwaj   |
| 1954 | RFN       |
| 1958 | Brazylia  |
| 1962 | Brazylia  |
| 1966 | Anglia    |
| 1970 | Brazylia  |
| 1974 | RFN       |
| 1978 | Argentyna |
| 1982 | Włochy    |
| 1986 | Argentyna |
| 1990 | RFN       |
| 1994 | Brazylia  |
| 1998 | Francja   |
| 2002 | Brazylia  |
| 2006 | Włochy    |
| 2010 | Hiszpania |
| 2014 | Niemcy    |
| 2018 | Francja   |
| 2022 | Argentyna |

Mistrzostwa świata w piłce nożnej, w Polsce nazywane również mundialem (hiszp. mundial – „światowy”) lub Pucharem Świata (ang. World Cup) – międzynarodowy turniej piłki nożnej, w którym biorą udział męskie reprezentacje narodowe federacji należących do FIFA. Pierwsze mistrzostwa odbyły się w 1930 roku w Urugwaju. Od tego czasu odbywają się co cztery lata, z wyjątkiem 1942 i 1946 roku, gdyż z powodu II wojny światowej nie odbywały się kongresy FIFA, na których podejmowano decyzję o organizacji turnieju (w 1946, na pierwszym po wojnie kongresie FIFA, wskazano, kto będzie organizatorem mistrzostw w 1950).
Obecnie w turnieju występują 32 reprezentacje (od 2026 r. będzie ich 48) rywalizujące o tytuł na terenie państwa (lub państw) organizującego mistrzostwa przez około jeden miesiąc. Ta faza rozgrywek często nazywana jest finałami mistrzostw świata. Z kolei faza eliminacji, mająca miejsce w ciągu trzech lat poprzedzających turniej, wyłania drużyny, które wraz z gospodarzem (lub gospodarzami) wystąpią na mistrzostwach świata.
Podczas dotychczas rozegranych 22 turniejów osiem reprezentacji sięgnęło po tytuł. Najbardziej utytułowanym zespołem jest Brazylia, która wygrała pięciokrotnie i jako jedyna brała udział we wszystkich turniejach finałowych. Włochy oraz Niemcy zdobyły po cztery tytuły mistrza świata. Trzykrotnie tytuł mistrzowski przypadał Argentynie. Dwukrotnie zwyciężali: Francja i Urugwaj, który był zarazem zwycięzcą turnieju inauguracyjnego. Po jednym tytule mistrzowskim mają na swoim koncie: Anglia i Hiszpania.
Reprezentacja Polski dziewięciokrotnie uczestniczyła w mistrzostwach (pierwszy raz w 1938, ostatni w 2022), dwukrotnie zajmując trzecie miejsce w końcowej klasyfikacji – w 1974 roku w Niemczech, kiedy królem strzelców został Grzegorz Lato, i w 1982 roku w Hiszpanii.

## Historia

### Wcześniejsze turnieje międzynarodowe

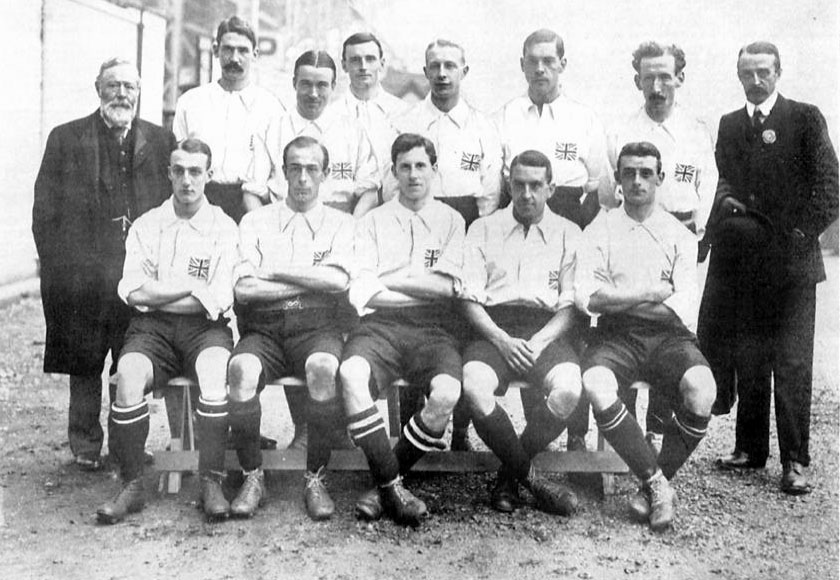
Reprezentacja Wielkiej Brytanii, która zwyciężyła w pierwszym oficjalnym turnieju piłki nożnej rozegranym na Igrzyskach Olimpijskich w Sztokholmie

30 listopada 1872 roku odbył się pierwszy piłkarski mecz międzynarodowy. Reprezentacja Anglii zremisowała 0:0 ze Szkocją w spotkaniu towarzyskim rozegranym w Glasgow. W 1884 roku odbył się pierwszy turniej międzynarodowy. Rozegrano wówczas pierwszą edycję British Home Championship. W 1900 i 1904 roku piłka nożna była jedną z pokazowych dyscyplin na letnich igrzyskach olimpijskich.
Po założeniu FIFA w 1904, organizacja ta zorganizowała dwa lata później w Szwajcarii międzynarodowy turniej piłkarski. Rozgrywki te okazały się jednak niepowodzeniem.
W 1908 roku piłka nożna stała się oficjalną konkurencją letnich igrzysk olimpijskich. Federacja angielska podjęła się organizacji tych zawodów, które przeznaczone były dla amatorskich zawodników. Mimo to, piłka nożna była wówczas uważana bardziej za sport pokazowy niż za prawdziwą rywalizację. Złoty medal zdobyła Wielka Brytania (reprezentowana przez amatorską reprezentację Anglii). Wyczyn ten powtórzyła w 1912 roku w Sztokholmie, kiedy to organizacji podjął się Szwedzki Związek Piłki Nożnej.
W 1909 Sir Thomas Lipton zorganizował w Turynie turniej piłkarski Sir Thomas Lipton Trophy przeznaczony dla klubów (nie reprezentacji) reprezentujących swój kraj. Rozgrywki te są czasem określane jako mistrzostwa świata. Wzięły w nich udział zespoły z Włoch, Niemiec oraz Szwajcarii. Zaproszono również przedstawiciela The Football Association, jednak związek odmówił uczestnictwa w tym turnieju. Zamiast tego zespół West Auckland FC z hrabstwa Durham reprezentował Anglię i wygrał zarówno pierwszą, jak i drugą edycję turnieju.
W 1914 FIFA uznała turniej olimpijski za „mistrzostwa świata amatorów” i podjęła się organizacji tych rozgrywek. Na Igrzyskach Olimpijskich w 1920 roku rozegrano pierwszy turniej, w którym udział wzięły reprezentacje z różnych kontynentów. Uczestnikami byli: trzynaście zespołów z Europy oraz Egipt. Zwyciężyła Belgia, po przerwanym meczu z Czechosłowacją, która została zdyskwalifikowana. Reprezentacja Urugwaju wygrała następne turnieje w 1924 i 1928 roku.

### Pierwsze mistrzostwa świata

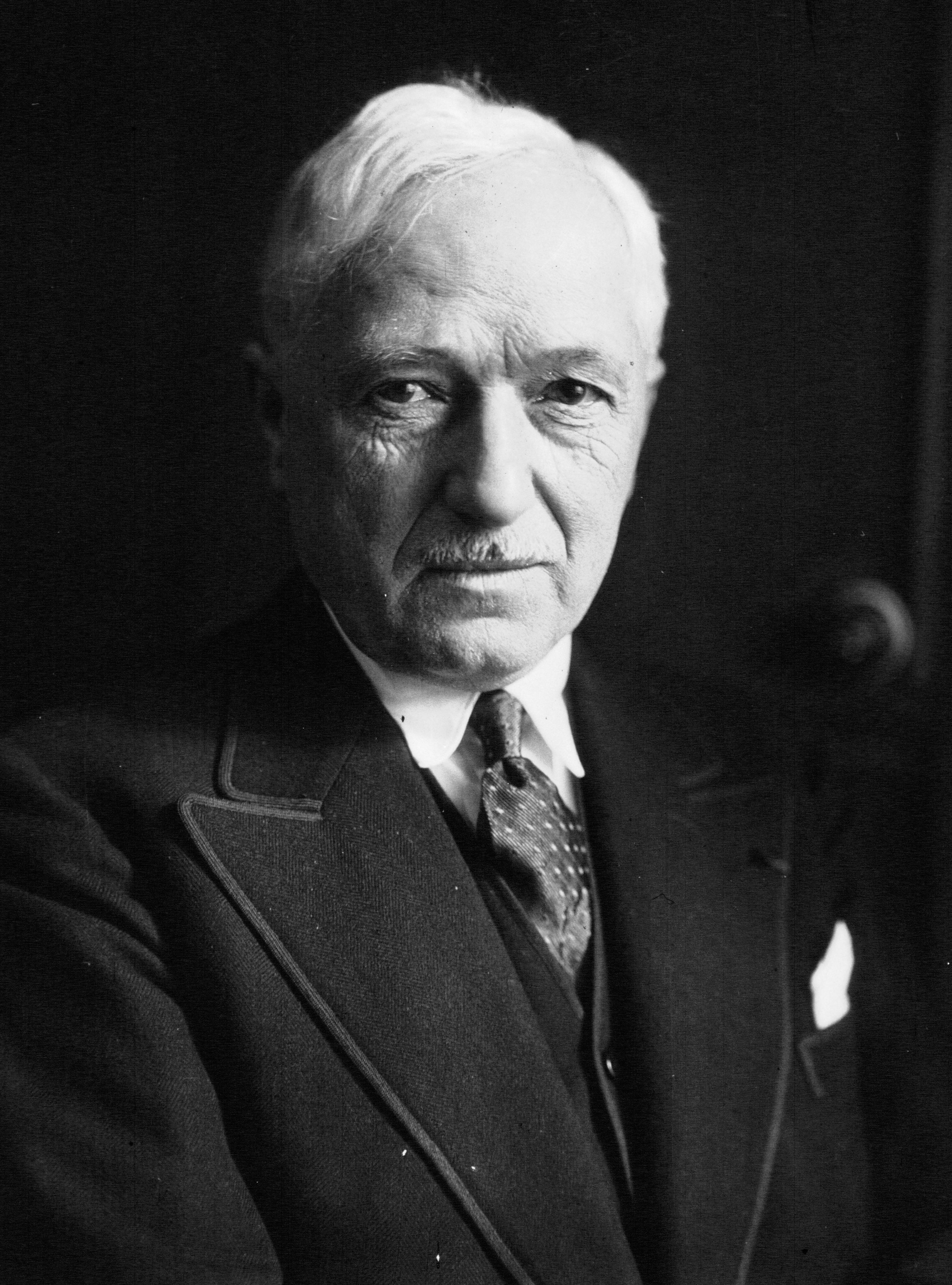
Jules Rimet

Dzięki dużej popularności rozgrywek piłkarskich podczas Igrzysk Olimpijskich FIFA wraz z jej przewodniczącym Jules’em Rimetem dążyła do zorganizowania własnych rozgrywek mistrzowskich poza zmaganiami olimpijskimi. Wśród chętnych państw do organizacji pierwszych mistrzostw świata byli: Węgry, Włochy, Holandia, Hiszpania oraz Szwecja. 28 maja 1928, kongres FIFA w Amsterdamie zadecydował o rozegraniu pierwszych Mistrzostw Świata organizowanych przez FIFA w 1930 roku. Podczas kolejnego kongresu FIFA w 1929 roku w Barcelonie, organizację mistrzostw świata powierzono Urugwajowi. Jednym z powodów tego kroku były obchody stulecia niepodległości tego państwa, właśnie w 1930 roku. Oprócz tego, drużyna Urugwaju była niezaprzeczalnie jedną z silniejszych w tamtych czasach, po wywalczeniu złotych medali w rozgrywkach piłkarskich na Igrzyskach w 1924 i 1928. Poza tym związek piłkarski Urugwaju wyraził chęć pokrycia kosztów podróży i zakwaterowania dla wszystkich drużyn, podczas gdy ewentualne zyski miałyby zostać równo podzielone.
Wybór Urugwaju, dla zaproszonych drużyn z Europy, oznaczał długą, prawie dwutygodniową podróż statkiem na drugi kontynent. Oprócz tego w tamtym czasie, w światowej gospodarce panował kryzys ekonomiczny. Do ostatniej chwili wydawało się, że żadna z drużyn europejskich nie zdecyduje się wziąć udziału w rozgrywkach. Tylko dzięki umiejętnym zabiegom Rimeta, udało mu się ostatecznie nakłonić drużyny Belgii, Francji, Rumunii oraz Jugosławii do wzięcia udziału w mistrzostwach. Poza tym w mistrzostwach uczestniczyło siedem drużyn z Ameryki Południowej i dwie z Ameryki Północnej. W sumie (łącznie z Europą) było to trzynaście państw, które wystawiły swoje reprezentacje.
Pierwsze dwa mecze w historii mistrzostw odbyły się równocześnie 13 lipca 1930 o godzinie 15:00 miejscowego czasu. W pierwszym z nich, drużyna Francji pokonała Meksyk 4:1, a w drugim Stany Zjednoczone wygrały z Belgią 3:0. Pierwszą, historyczną, bramkę zdobył francuski napastnik Lucien Laurent pokonując bramkarza Oscara Bonfigio. Pierwszym mistrzem świata została drużyna Urugwaju, która pokonała Argentynę 4:2 w finałowym meczu, oglądanym przez 93 000 ludzi na stadionie w Montevideo.
Pierwsze mistrzostwa rozegrano według systemu, w którym najpierw drużyny grały w czterech grupach według reguły „każdy z każdym” (ponieważ uczestniczyło w turnieju 13 drużyn, jedna grupa liczyła 4, a pozostałe po 3 drużyny). Zwycięzcy grup rozegrali między sobą półfinały, a zwycięzcy półfinałów – finał; meczu o 3. miejsce nie rozegrano.

### Przed II wojną światową
Już po utworzeniu rozgrywek mistrzostw świata, w trakcie organizacji Letnich Igrzysk Olimpijskich w roku 1932, które miały odbyć się w Los Angeles, postanowiono nie rozgrywać turnieju piłki nożnej podczas Igrzysk. Stało się tak, między innymi z powodu niskiej popularności piłki nożnej w Stanach Zjednoczonych. Oprócz tego, FIFA oraz MKOl nie zgadzały się również w sprawie statusu amatorów. W efekcie, turniej piłki nożnej został usunięty z programu Igrzysk. Turniej piłki nożnej podczas Igrzysk powrócił do programu podczas Letnich Igrzysk Olimpijskich w 1936 roku, ale od tamtej pory pozostaje w cieniu bardziej prestiżowych mistrzostw świata.
Mistrzostwa w latach 1934 i 1938 rozegrano od początku do końca systemem pucharowym – 1/8 finału, ćwierćfinały, półfinały i finał. Od 1934 r. rozgrywany jest mecz o 3. miejsce.
Pomimo dużego sukcesu rozgrywek o tytuł mistrza świata, sporym problemem była wciąż kwestia pojawiająca się od pierwszego turnieju, a mianowicie problem międzykontynentalnych podróży. Tylko kilka zespołów z Ameryki Południowej zechciało odbyć podróż do Europy w latach 1934 i 1938. W obydwu turniejach uczestniczyła jedynie reprezentacja Brazylii. W latach 1942 oraz 1946 zawody zostały odwołane z powodu II wojny światowej oraz jej następstw.

### Po II wojnie światowej
Mistrzostwa Świata w 1950 roku, które zostały rozegrane w Brazylii, były pierwszymi, w których uczestniczyli Anglicy. W 1920 roku opuścili oni FIFA z niechęci przeciwko grze z reprezentacjami państw, które pozostawały z nimi (Wielką Brytanią) w konflikcie, jak również był to protest przeciw obcym wpływom na ich sport narodowy. W 1946 roku powrócili oni na zaproszenie federacji do członkostwa w FIFA. Turniej potwierdził klasę drużyny Urugwaju, który zbojkotował dwa poprzednie mundiale. Wygrał on, pokonując w finale gospodarza, Brazylię. Ten mecz uznawany jest za jeden z najlepszych w historii. Nazwano go później „Maracanaço”.

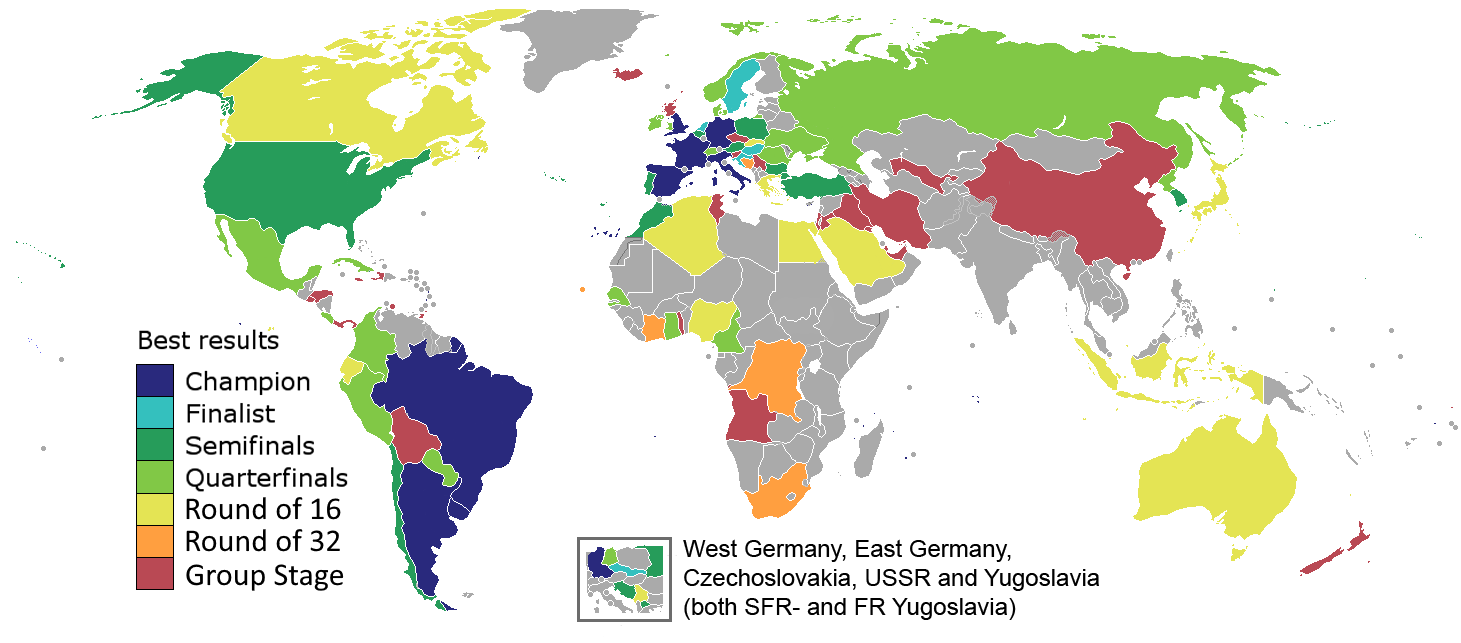
Uczestnicy i ich najlepsze wyniki

W każdym z turniejów pomiędzy 1934 i 1978 rokiem startowało po 16 reprezentacji. Wyjątki stanowiły mistrzostwa rozegrane w 1938, kiedy to zakwalifikowana do turnieju Austria została przyłączona do Niemiec, w związku z czym w zawodach wystartowało piętnaście zespołów oraz turniej rozegrany w 1950, kiedy to wycofały się reprezentacje Indii, Szkocji oraz Turcji, a w mistrzostwach wzięło udział trzynaście reprezentacji. Większość startujących państw reprezentowała Europę i Amerykę Południową. W turniejach brało udział niewiele zespołów z Ameryki Północnej, Afryki, Azji oraz Oceanii i zazwyczaj przegrywały one z drużynami z Europy oraz Ameryki Południowej. Do 1982 roku jedynymi drużynami spoza Europy i Ameryki Południowej, które przebrnęły pierwszą rundę były: Stany Zjednoczone (półfinalista w 1930), Kuba (ćwierćfinalista w 1938), Korea Północna (ćwierćfinalista w 1966) oraz Meksyk (ćwierćfinalista w 1970).
Mistrzostwa w roku 1950 rozegrano w I rundzie w czterech grupach po 4 drużyny (z jednej z nich wycofał się jeden zespół, a z innej dwa, zatem w tej ostatniej grupie rozegrano tylko jeden mecz). Zwycięzcy utworzyli grupę finałową złożoną z 4 drużyn, które zagrały również systemem każdy z każdym. Formalnie nie było więc meczu finałowego, ale ponieważ mecz Brazylia – Urugwaj (1:2) zwany „Maracanaço” decydował o zwycięstwie i był rozgrywany jako ostatni, uznaje się go za finał tych mistrzostw.
W roku 1954 również utworzono w I rundzie 4 grupy po 4 zespoły, ale rozgrywały one w grupach tylko po dwa mecze – dwie drużyny o wyższym rankingu grały z dwiema drużynami o niższym. Z grupy do dalszych rozgrywek awansowały dwie drużyny. Jeżeli dwie drużyny po dwóch meczach miały tę samą liczbę punktów i zajmowały 2. i 3. miejsce, rozgrywały jeszcze jeden mecz (mógł to być ponowny mecz drużyn, które już ze sobą grały i tak też było w obu przypadkach, w których trzeba było go rozegrać). Osiem drużyn, które wyszły z grup, rozgrywały ćwierćfinały, następnie zwycięzcy tych meczów grali w półfinałach, kolejni zwycięzcy w finale, a pokonani o 3. miejsce. W roku 1958 system nieznacznie zmieniono, wprowadzając w grupach zasadę sześciu meczów każdy z każdym. Ten system utrzymał się w latach 1962, 1966 i 1970.
W latach 1974 i 1978 pierwszą rundę rozgrywano tak, jak wcześniej, natomiast osiem drużyn, które zajęły dwa pierwsze miejsca w grupach, nie rozgrywało ćwierćfinałów, lecz tworzyło kolejne dwie grupy po 4 drużyny – grupy półfinałowe. Zwycięzcy tych grup grali w finale, a zdobywcy drugich miejsc w grupach grali o 3. miejsce.
Począwszy od roku 1974 przyznawano też cztery medale (za pierwsze miejsce złoty, za drugie miejsce tzw. pozłacany, za trzecie miejsce srebrny, a za czwarte miejsce brązowy). Od praktyki przyznawania czterech medali odstąpiono po trzech mistrzostwach, w 1986 r., aby podnieść rangę meczu o 3. miejsce.

### Powiększenie liczby zespołów
Liczba drużyn występujących w turnieju została zwiększona do 24 w 1982, a następnie do 32 w 1998 roku. Dzięki tym zmianom na mundialu mogło wystąpić więcej drużyn z Afryki, Azji i Ameryki Północnej. Drużyny z tych regionów odnoszą coraz większe sukcesy. Do ćwierćfinału dostały się: Meksyk w 1986, Kamerun w 1990 oraz Korea Południowa (ostatecznie zajęła 4. miejsce), USA i Senegal w 2002, a także Ghana w 2010, Kostaryka w 2014 i Maroko (również zajęło 4. miejsce) w 2022. Pomimo tego, nadal największe sukcesy odnoszą drużyny z Europy i Ameryki Południowej; wszyscy ćwierćfinaliści mundiali w 1994, 1998, 2006 i 2018 roku reprezentowali te kontynenty.
Mistrzostwa w 1982 r. rozegrano, tworząc sześć grup po 4 drużyny. Z każdej z grup awansowały po dwie, po czym w drugiej rundzie grały cztery grupy po 3 drużyny. Zwycięzcy tych grup rozgrywali ze sobą półfinały, po czym następowały mecz o 3. miejsce i finał. Ten system rozgrywek zastosowano tylko raz. W latach 1986, 1990 i 1994 z sześciu grup I rundy awansowały drużyny, które zajęły dwa pierwsze miejsca w grupach oraz cztery drużyny z tych, które zajęły trzecie miejsca; decydowało porównanie zdobytych punktów i bramek. W ten sposób do II rundy awansowało 16 zespołów, a dalsza część turnieju rozgrywana była systemem pucharowym – 1/8 finału, ćwierćfinały, półfinały, mecz o 3. miejsce i finał.
Począwszy od 1994 r. w mistrzostwach za zwycięstwo w grupie przyznaje się 3 pkt. (wcześniej 2 pkt.), za remis 1 pkt.
Od 1998 r. w turnieju grają 32 drużyny i z grających w I rundzie 8 grup po 4 drużyny awansują po dwie z każdej grupy. Dalszą część 16 drużyn rozgrywa systemem pucharowym.
W kwalifikacjach do Mistrzostw Świata w 2002 roku wzięło udział 199 drużyn; do turnieju w 2006 roku próbowało dostać się 198 reprezentacji, a rekord 204 drużyn startujących w eliminacjach ustanowiono podczas kwalifikacji do zawodów w 2010 roku.

## Trofeum
Na dwa lata przed inauguracją mistrzostw świata w 1930 roku, wprowadzone w życie przepisy przewidywały uhonorowanie zwycięskiej drużyny pucharem. O wykonanie trofeum poproszono wówczas francuskiego rzeźbiarza Abela Lafleur. Puchar miał postać złotej statuetki o wysokości 32 centymetrów i wadze 3,8 kg. Statuetka wyobrażała starożytną skrzydlatą boginię zwycięstwa Nike, poniżej znajdował się napis Coupe du Monde de Football („Puchar Świata w piłce nożnej”), w 1946 uzupełniony dopiskiem Coupe Jules Rimet („Puchar Jules’a Rimeta”). W boczne ścianki kwadratowej podstawy rzeźby wstawione były cztery złote tabliczki, po jednej na każdej ścianie, na których wygrawerowane były nazwy zwycięskich reprezentacji od 1930 do 1970. W tych latach Złota Nike była przyznawana zwycięzcy mistrzostw świata.
Podczas II wojny światowej włoski wiceprzewodniczący FIFA Ottorino Barassi przechowywał statuetkę pod swoim łóżkiem w pudełku po butach, chroniąc ją w ten sposób przed okupantami i kradzieżą. W 1966 roku trofeum zostało skradzione z wystawy w Londynie. Zakopane pod drzewem, podobno zostało znalezione przez psa o imieniu Pickles. W 1970, po trzecim triumfie reprezentacji Brazylii, zgodnie z regulaminem, trofeum przeszło na własność Brazylijskiej Federacji Piłki Nożnej. Puchar został jednak skradziony w 1983 roku i nigdy nie został odnaleziony. Prawdopodobnie został przetopiony przez złodziei.
Nowy puchar, znany jako Puchar Świata FIFA, został zaprojektowany przed mistrzostwami w 1974 roku. Eksperci FIFA z siedmiu różnych państw świata oceniali 53 przedstawione modele, ostateczne decydując się na projekt włoskiego autora Silvio Gazzaniga. Nowy Puchar Świata ma 36 cm wysokości, wyprodukowany został z litego 18-karatowego złota i waży 6,175 kg. Podstawa zawiera dwie warstwy metali półszlachetnych, natomiast w dolnej części pucharu wyryto rok i nazwę każdego zwycięzcy Mistrzostw Świata od 1974 roku. Nagroda ta nie jest przyznawana nowemu zwycięzcy na stałe. Zdobywcy Pucharu Świata zachowują trofeum do następnego turnieju. Wtedy otrzymują złoconą replikę, zamiast czystego, oryginalnego złota.

## Format

### Eliminacje
Od mistrzostw w 1934 roku odbywa się turniej kwalifikacyjny, mający na celu zmniejszyć liczbę uczestników turnieju finałowego. Eliminacje odbywają się na wszystkich sześciu kontynentach i organizowane są przez podległe FIFA konfederacje – CAF, AFC, CONCACAF, CONMEBOL, OFC oraz UEFA. Przed turniejami eliminacyjnymi, FIFA przyznaje liczbę miejsc w turnieju finałowym dla każdej strefy. Decyzja ta głównie oparta jest na sile zespołów będących członkami poszczególnych konfederacji.
Eliminacje mogą rozpocząć się niecałe trzy lata przed datą rozegrania turnieju finałowego i mają prawo trwać ponad dwa lata. Format turniejów różni się, w zależności od konfederacji. Zazwyczaj jedno lub dwa miejsca są również przyznawane zwycięzcom rozgrywek interkontynentalnych. Na przykład w 2000 roku zwycięzca kwalifikacji ze strefy Oceanii oraz piąty zespół ze strefy azjatyckiej walczyły o miejsce w turnieju głównym w takich właśnie rozgrywkach. Od 1938 roku gospodarz(e) turnieju finałowego zostaje (zostają) do niego automatycznie zakwalifikowany (zakwalifikowani). Takie prawo mieli również obrońcy tytułu mistrzowskiego w latach 1938–2002. Zespół Brazylii został więc pierwszym obrońcą tytułu, który musiał wziąć udział w eliminacjach.

### Turniej finałowy
Obecny format rozgrywek przewiduje 32 zespoły zakwalifikowane do turnieju finałowego biorące udział w fazie grupowej, a następnie w fazie pucharowej. Od 2026 roku na piłkarskich mistrzostwach świata zagra 48 reprezentacji.
W fazie grupowej, zespoły zostają podzielone na osiem grup po cztery drużyny i rywalizują na zasadzie „każdy z każdym”. Osiem zespołów (w tym gospodarz(e)) jest rozstawionych na podstawie rankingu FIFA i/lub na podstawie osiągnięć z poprzednich trzech edycji mistrzostw świata i rozlosowuje się je do ośmiu różnych grup. Reszta zespołów zostaje przydzielona do różnych koszyków, głównie na podstawie lokalizacji geograficznej. Z każdego koszyka drużyny zostają losowo wybierane do ośmiu grup. Od 1998 roku, zostały nałożone ograniczenia, tak aby w żadnej z grup nie znalazły się więcej niż dwie europejskie ekipy lub więcej niż jeden zespół z pozostałych konfederacji. W poprzednich latach miało miejsce kilka przypadków, kiedy to trzy europejskie zespoły trafiały do jednej grupy: w 1986 r. (RFN, Szkocja i Dania), w 1990 (Włochy, Czechosłowacja i Austria) oraz w 1994 (Włochy, Irlandia i Norwegia).
Każda grupa rozgrywa mecze na zasadzie „każdy z każdym”, co gwarantuje wszystkim uczestnikom rozegranie przynajmniej trzech meczów. Ostatnia runda meczów w każdej z grup jest zaplanowana na tę samą godzinę, aby zapobiec ustawianiu meczów – taki zapis został wprowadzony w 1986 roku. W kilku przypadkach w przeszłości zdarzało się, że zespoły, które rozgrywały swój mecz jako ostatnie, miały szansę rozstrzygnąć wynik spotkania na swoją korzyść, tak by w fazie pucharowej trafić na teoretycznie słabszego rywala lub w ogóle awansować do tej fazy.
Dwie ekipy z największą liczbą punktów z każdej grupy awansują do fazy pucharowej. Od 1994 roku przyznawane są trzy punkty za zwycięstwo, jeden za remis oraz brak punktów za przegraną (wcześniej za zwycięstwo przyznawano dwa punkty). Jeśli dwie lub więcej drużyn zakończą fazę grupową z taką samą liczbą punktów, decydują kolejno kryteria określone przez FIFA:
- różnica bramek z wszystkich meczów grupowych,
- liczba bramek zdobytych we wszystkich meczach grupowych,
- liczba punktów uzyskanych w bezpośrednich meczach pomiędzy remisującymi drużynami,
- różnica bramek z bezpośrednich meczów pomiędzy remisującymi drużynami,
- liczba bramek zdobytych w bezpośrednich meczach pomiędzy remisującymi drużynami,
- losowanie przeprowadzone przez Komitet Organizacyjny FIFA[32].

Faza pucharowa to drzewko pojedynczej eliminacji, gdzie przegrany odpada z turnieju (z wyjątkiem półfinałów – przegrani rywalizują o trzecie miejsce w końcowej klasyfikacji). W tej fazie może zostać podyktowane dodatkowe 30 minut czasu gry lub rzuty karne w przypadku niewyłonienia finalisty w podstawowym czasie gry. Do pierwszej rundy fazy pucharowej awansuje 16 drużyn, gdzie zwycięzcy grup spotykają się z zespołem, który zajął drugie miejsce w innej grupie. Następnie rozgrywane są ćwierćfinały, półfinały, mecz o trzecie miejsce, a imprezę kończy mecz finałowy.

## Wybór organizatora
Pierwsze prawa do organizacji mistrzostw świata były przyznawane poszczególnym państwom na Kongresach FIFA. Wybór gospodarza pomiędzy państwami południowej Ameryki a Europy, jako dwóch największych ośrodków futbolu, był związany z rosnącymi kontrowersjami dotyczącymi trzech tygodni podróży pomiędzy tymi kontynentami. Decyzja zorganizowania pierwszych mistrzostw świata w Urugwaju doprowadziła do przybycia zaledwie czterech europejskich zespołów. Dwie kolejne edycje odbyły się w Europie – wybór Francji jako gospodarza mistrzostw w 1938 roku okazał się bardzo kontrowersyjny. Amerykańskie zespoły rozumiały konieczność rotacji pomiędzy tymi dwoma kontynentami, jednak taka decyzja doprowadziła do bojkotu turnieju przez Argentynę oraz Urugwaj.
Od 1958 aż do 1998 roku mundial rozgrywany był na przemian w Europie oraz Ameryce, aby uniknąć kontrowersji, czy bojkotów turnieju. W 2002 roku mistrzostwa świata po raz pierwszy zorganizowano w państwach azjatyckich – Japonii i Korei Południowej, był to także pierwszy  przypadek w historii, kiedy gospodarzami mundialu zostały dwa państwa. Z kolei Republika Południowej Afryki stała się pierwszym afrykańskim organizatorem mistrzostw świata w roku 2010.Mistrzostwa świata w 2014 roku zostały zorganizowane w Brazylii – po raz pierwszy w Ameryce Południowej od roku 1978, kiedy to gospodarzem była Argentyna. Był to także pierwszy przypadek organizacji dwóch z rzędu mundialów poza Europą.
Gospodarz mistrzostw wybierany jest poprzez głosowanie Komitetu Wykonawczego FIFA, w systemie pojedynczego głosu przechodniego. Związek Piłki Nożnej z państwa, które zamierza zorganizować finały, otrzymuje od FIFA „umowę gospodarza”, wyjaśniającą wymagania od ofertodawcy. Państwo składające ofertę otrzymuje także formularz, którego złożenie oficjalnie potwierdza jego kandydaturę. Po tym, wyznaczona grupa inspektorów FIFA odwiedza kandydata, aby sprawdzić, czy zostały spełnione wszystkie wymagania oraz aby stworzyć raport dotyczący tego państwa. Decyzja o tym, które państwo zostanie organizatorem mistrzostw, zazwyczaj zapada na sześć lub siedem lat przed turniejem. Zdarzają się jednak przypadki, kiedy kilka turniejów zostaje zapowiedzianych jednocześnie, na przykład mistrzostwa w 2018 (w Rosji) oraz 2022 roku (w Katarze).
Na lata 2010 i 2014 zastosowano rotację pomiędzy konfederacjami, umożliwiając wybór organizatora tylko spośród państw afrykańskich (2010) i południowoamerykańskich (2014). Przepis ten został wprowadzony po kontrowersjach związanych z wyborem Niemiec na gospodarza mistrzostw w roku 2006, które zwyciężyły nad kandydaturą z RPA. Uniemożliwiło to jednocześnie składanie ofert z krajów będących członkami obu tych konfederacji na lata 2018 oraz 2022.

## Gospodarze turnieju
| Liczba | Państwo           | Rok              |
| ------ | ----------------- | ---------------- |
| 3      | Meksyk            | 1970, 1986, 2026 |
| 2      | Włochy            | 1934, 1990       |
| 2      | Francja           | 1938, 1998       |
| 2      | Niemcy            | 1974, 2006       |
| 2      | Brazylia          | 1950, 2014       |
| 2      | Stany Zjednoczone | 1994, 2026       |
| 2      | Urugwaj           | 1930, 2030       |
| 2      | Argentyna         | 1978, 2030       |
| 2      | Hiszpania         | 1982, 2030       |
| 1      | Szwajcaria        | 1954             |
| 1      | Szwecja           | 1958             |
| 1      | Chile             | 1962             |
| 1      | Anglia            | 1966             |
| 1      | Japonia           | 2002             |
| 1      | Korea Południowa  | 2002             |
| 1      | Południowa Afryka | 2010             |
| 1      | Rosja             | 2018             |
| 1      | Katar             | 2022             |
| 1      | Kanada            | 2026             |
| 1      | Maroko            | 2030             |
| 1      | Portugalia        | 2030             |
| 1      | Paragwaj          | 2030             |
| 1      | Arabia Saudyjska  | 2034             |

## Maskotka
Każdy turniej finałowy od 1966 roku ma swoją własną maskotkę i/lub logo. Willie, maskotka turnieju w 1966 roku, była pierwszą maskotką w historii mistrzostw świata. Począwszy od 1970 roku każdy kolejny turniej finałowy ma swoją własną oraz specjalnie na tę okazję zaprojektowaną piłkę.
- 1966: Willie (Lew, typowy symbol Wielkiej Brytanii, noszący koszulkę z Union Flag oraz napisem „World Cup”. Zaprojektowany przez niezależnego ilustratora książek dla dzieci Rega Hoye)
- 1970: Juanito (Chłopiec ubrany w strój meksykański i sombrero (z napisem „MEKSYK 70”)
- 1974: Tip i Tap (Dwóch chłopców w niemieckich strojach, z literami WM (Weltmeisterschaft, Puchar Świata) i numerem 7)
- 1978: Gauchito (Chłopiec w stroju Argentyny. Jego kapelusz (z napisem ARGENTYNA '78), chustka i bat są typowe dla gauchos)
- 1982: Naranjito (Pomarańcza, typowy owoc w Hiszpanii, na sobie ma zestaw przyjmującego w reprezentacji. Jego nazwa pochodzi od słowa naranja (hiszp. pomarańczowy)
- 1986: Pique (Papryka jalapeno, charakterystyczna dla kuchni meksykańskiej, z wąsami i sombrero)
- 1990: Ciao (Maskotka zamiast głowy miała piłkę, zaś klocki z których była złożona utrzymane zostały w typowo włoskich barwach, czyli bieli, czerwieni i zieleni)
- 1994: Striker (Pies ubrany w czerwony, biały i niebieski mundur z napisem „USA 94”)
- 1998: Footix (Kogucik, jeden z symboli narodowych Francji, z napisem „FRANCE 98” na piersi)
- 2002: Kaz, Ato i Nik (Pomarańczowe, fioletowe i niebieskie futurystyczne, wygenerowane komputerowo stworzenia. Wspólnie członkowie zespołu „Atmosball” (fikcyjny sport przypominający piłkę nożną)
- 2006: Goleo (Lew w niemieckiej koszulce z numerem 06)
- 2010: Zakumi (Zakumi jest lampartem, pospolitym zwierzęciem występującym w RPA, z zielonymi włosami i koszulką z napisem „RPA 2010”. Kolory zielony i złoty Zakumi reprezentują barwy narodowej drużyny sportowej RPA)
- 2014: Fuleco (Bolita brazylijska, która ma na sobie biały T-shirt z napisem „Brasil 2014”)
- 2018: Zabiwaka (Zabivaka ma na sobie czerwone szorty i niebiesko-białą koszulkę z napisem „Rosja 2018”. Kombinacją kolorów jest drużyna rosyjska, a maskotka wybrana była w głosowaniu internetowym)
- 2022: La’eeb (Biała latająca kefija z oczami, brwiami i ustami)
- 2026:
- 2030:
- 2034:

## Medaliści mistrzostw świata
| Rok                | Organizator                         | T |           | Finał     | Finał              | Finał          |       | Mecz o 3 miejsce  | Mecz o 3 miejsce | Mecz o 3 miejsce |  | Uwagi      |
| Rok                | Organizator                         | T | Zwycięzca | Wynik     | Finalista          | III miejsce    | Wynik | IV miejsce        |                  |                  |  | Uwagi      |
| Mistrzostwa świata |                                     |   |           |           |                    |                |       |                   |                  |                  |  |            |
| 1930               | Urugwaj                             | 1 |           | Urugwaj   | 4–2                | Argentyna      |       | Stany Zjednoczone | brak             | Jugosławia       |  | 13 drużyn  |
| 1934               | Włochy                              | 1 |           | Włochy    | 2–1 (dogr.)        | Czechosłowacja |       | III Rzesza        | 3–2              | Austria          |  | 16 drużyn  |
| 1938               | Francja                             | 2 |           | Włochy    | 4–2                | Węgry          |       | Brazylia          | 4–2              | Szwecja          |  | 15 drużyn  |
| 1950               | Brazylia                            | 2 |           | Urugwaj   | 2–1                | Brazylia       |       | Szwecja           | 3–1              | Hiszpania        |  | 13 drużyn  |
| 1954               | Szwajcaria                          | 1 |           | RFN       | 3–2                | Węgry          |       | Austria           | 3–1              | Urugwaj          |  | 16 drużyn  |
| 1958               | Szwecja                             | 1 |           | Brazylia  | 5–2                | Szwecja        |       | Francja           | 6–3              | RFN              |  | 16 drużyn  |
| 1962               | Chile                               | 2 |           | Brazylia  | 3–1                | Czechosłowacja |       | Chile             | 1–0              | Jugosławia       |  | 16 drużyn  |
| 1966               | Anglia                              | 1 |           | Anglia    | 4–2 (dogr.)        | RFN            |       | Portugalia        | 2–1              | ZSRR             |  | 16 drużyn  |
| 1970               | Meksyk                              | 3 |           | Brazylia  | 4–1                | Włochy         |       | RFN               | 1–0              | Urugwaj          |  | 16 drużyn  |
| 1974               | Niemcy Zachodnie                    | 2 |           | RFN       | 2–1                | Holandia       |       | Polska            | 1–0              | Brazylia         |  | 16 drużyn  |
| 1978               | Argentyna                           | 1 |           | Argentyna | 3–1 (dogr.)        | Holandia       |       | Brazylia          | 2–1              | Włochy           |  | 16 drużyn  |
| 1982               | Hiszpania                           | 3 |           | Włochy    | 3–1                | RFN            |       | Polska            | 3–2              | Francja          |  | 24 drużyny |
| 1986               | Meksyk                              | 2 |           | Argentyna | 3–2                | RFN            |       | Francja           | 4–2 (dogr.)      | Belgia           |  | 24 drużyny |
| 1990               | Włochy                              | 3 |           | RFN       | 1–0                | Argentyna      |       | Włochy            | 2–1              | Anglia           |  | 24 drużyny |
| 1994               | Stany Zjednoczone                   | 4 |           | Brazylia  | 0–0 (dogr.) k. 3–2 | Włochy         |       | Szwecja           | 4–0              | Bułgaria         |  | 24 drużyny |
| 1998               | Francja                             | 1 |           | Francja   | 3–0                | Brazylia       |       | Chorwacja         | 2–1              | Holandia         |  | 32 drużyny |
| 2002               | Japonia · Korea Południowa          | 5 |           | Brazylia  | 2–0                | Niemcy         |       | Turcja            | 3–2              | Korea Południowa |  | 32 drużyny |
| 2006               | Niemcy                              | 4 |           | Włochy    | 1–1 (dogr.) k. 5–3 | Francja        |       | Niemcy            | 3–1              | Portugalia       |  | 32 drużyny |
| 2010               | Południowa Afryka                   | 1 |           | Hiszpania | 1–0 (dogr.)        | Holandia       |       | Niemcy            | 3–2              | Urugwaj          |  | 32 drużyny |
| 2014               | Brazylia                            | 4 |           | Niemcy    | 1–0 (dogr.)        | Argentyna      |       | Holandia          | 3–0              | Brazylia         |  | 32 drużyny |
| 2018               | Rosja                               | 2 |           | Francja   | 4–2                | Chorwacja      |       | Belgia            | 2–0              | Anglia           |  | 32 drużyny |
| 2022               | Katar                               | 3 |           | Argentyna | 3–3 (dogr.) k. 4–2 | Francja        |       | Chorwacja         | 2–1              | Maroko           |  | 32 drużyny |
| 2026               | Kanada · Meksyk · Stany Zjednoczone |   |           |           |                    |                |       |                   |                  |                  |  | 48 drużyn  |
| 2030               | Hiszpania · Maroko · Portugalia     |   |           |           |                    |                |       |                   |                  |                  |  | 48 drużyn  |
| 2034               | Arabia Saudyjska                    |   |           |           |                    |                |       |                   |                  |                  |  | 48 drużyn  |

### Osiągnięcia według państw
Stan po Mistrzostwach Świata w Piłce Nożnej 2022
| Lp. | Państwo           | 1. miejsce | 2. miejsce | 3. miejsce |
| --- | ----------------- | ---------- | ---------- | ---------- |
| 1.  | Brazylia          | 5          | 2          | 2          |
| 2.  | Niemcy            | 4          | 4          | 4          |
| 3.  | Włochy            | 4          | 2          | 1          |
| 4.  | Argentyna         | 3          | 3          | 0          |
| 5.  | Francja           | 2          | 2          | 2          |
| 6.  | Urugwaj           | 2          | 0          | 0          |
| 7.  | Anglia            | 1          | 0          | 0          |
| 7.  | Hiszpania         | 1          | 0          | 0          |
| 9.  | Holandia          | 0          | 3          | 1          |
| 10. | Czechosłowacja    | 0          | 2          | 0          |
| 10. | Węgry             | 0          | 2          | 0          |
| 12. | Chorwacja         | 0          | 1          | 2          |
| 12. | Szwecja           | 0          | 1          | 2          |
| 14. | Polska            | 0          | 0          | 2          |
| 15. | Austria           | 0          | 0          | 1          |
| 15. | Belgia            | 0          | 0          | 1          |
| 15. | Chile             | 0          | 0          | 1          |
| 15. | Portugalia        | 0          | 0          | 1          |
| 15. | Stany Zjednoczone | 0          | 0          | 1          |
| 15. | Turcja            | 0          | 0          | 1          |

### Występy reprezentacji organizatorów
Sześciu z ośmiu mistrzów świata zdobyło tytuły grając na swoim terenie, wyjątkami są Brazylia, która przegrała z Urugwajem w 1950 roku i Niemcami w 2014 roku, oraz Hiszpania, która w 1982 roku wygrała tylko jeden mecz i odpadła w drugiej rundzie. Anglia (1966) zdobyła tytuł mistrzowski biorąc udział w turnieju jako gospodarz. Urugwaj (1930), Włochy (1934), Argentyna (1978) i Francja (1998) zdobyły pierwsze tytuły mistrzowskie będąc gospodarzami, podczas gdy Niemcy zdobyły w ten sposób swój drugi tytuł (1974).
Inne państwa także odnosiły sukcesy będąc gospodarzami turnieju finałowego. Szwecja zajęła drugie miejsce w 1958, Chile zdobyło trzecie miejsce w 1962, Korea Południowa uplasowała się na czwartym miejscu w 2002, Szwajcaria dotarła do ćwierćfinału w 1954, Meksyk osiągnął tę fazę zarówno w 1970, jak i w 1986, Rosja w 2018, a Stany Zjednoczone i Japonia zdołały wyjść z grupy (odpadając w 1/8 finału) podczas mistrzostw – odpowiednio – w 1994 i 2002 roku. Wszystkie te wyniki to najlepsze osiągnięcia wymienionych drużyn (poza Rosją i Stanami Zjednoczonymi). Aż do 2010 roku wszystkie drużyny organizatorów przynajmniej przebrnęły przez fazę grupową. Ta sztuka nie udała się reprezentacjom: Republiki Południowej Afryki (2010) i Kataru (2022) – zespołowi z RPA jedno zwycięstwo, remis oraz przegrana nie dały awansu do dalszej fazy turnieju, natomiast zespół z Kataru odpadł już po porażkach w dwóch pierwszych z trzech meczów fazy grupowej.

### Państwa, które zdobyły tytuł jako gospodarz
- Urugwaj (1930)
- Włochy (1934)
- Anglia (1966)
- RFN (1974)
- Argentyna (1978)
- Francja (1998)

### Wyniki według kontynentów
Jak dotąd, finały mistrzostw świata zawsze rozgrywały się pomiędzy zespołami z Europy lub Ameryki Południowej – zespoły z obu tych kontynentów zdobyły wszystkie dwadzieścia dwa tytuły. Tylko trzy drużyny z państw spoza tych kontynentów zdołały dojść do półfinałów mistrzostw: USA w 1930, Korea Południowa w 2002 i Maroko w 2022 roku (są to najlepsze jak dotąd osiągnięcia, odpowiednio, konfederacji CONCACAF, AFC i CAF). Z kolei jak dotąd jeden przedstawiciel konfederacji Oceanii był w stanie przebrnąć przez fazę grupową, była to Australia na mistrzostwach w 2006 roku (odpadła w 1/8 finału). Państwo to zdecydowało się jednak na opuszczenie konfederacji Oceanii i wstąpienie do konfederacji azjatyckiej 1 stycznia 2006.
Zwycięstwo Brazylii podczas szwedzkich mistrzostw w 1958 roku było jedynym przypadkiem zdobycia mistrzowskiego tytułu przez zespół spoza Europy na turnieju rozgrywanym w Europie. Z kolei aż do 2010 roku żaden europejski zespół nie wygrał na mistrzostwach rozgrywanych poza Europą. Udało się to dopiero Hiszpanii na mistrzostwach organizowanych przez RPA. Natomiast zwycięstwo Niemiec podczas brazylijskich mistrzostw w 2014 roku było jedynym przypadkiem zdobycia mistrzowskiego tytułu przez zespół spoza Ameryki Południowej na turnieju rozgrywanym w Ameryce. Tylko raz w historii zdarzyło się, że drużyny z jednego kontynentu (Europa) zdobyły cztery razy z rzędu Puchar Świata, było to w latach 2006, 2010, 2014 i 2018, kiedy zwycięskimi ekipami okazały się być Włochy, Hiszpania, Niemcy oraz Francja.
Jedenastokrotnie w finale grały dwie drużyny z tego samego kontynentu (tak było w pierwszych pięciu mundialach), dziewięciokrotnie były to drużyny z Europy i tylko dwukrotnie z Ameryki Południowej (oba te finały wygrał wtedy Urugwaj).
Pięciokrotnie w najlepszej czwórce mundialu wszystkie drużyny reprezentowały jeden kontynent: w 1934, 1966, 1982, 2006 i 2018 roku i za każdym razem była to Europa, która jest również jedynym kontynentem, który zawsze miał choć jednego swojego przedstawiciela w najlepszej czwórce.

### Bilans startów reprezentacji (1930–2022)
Do tej pory zakwalifikowało się do turnieju 80 reprezentacji (79 istniejących i 1 już nieistniejąca). Brazylia i Niemcy to jedyne reprezentacje, które zawsze uzyskiwały awans z eliminacji do mistrzostw świata. Niemcy dwukrotnie jednak nie przystąpili do eliminacji, wobec czego zabrakło ich na dwóch turniejach (w 1930 i 1950 roku).
| - 22 występy (wszystkie mundiale) - Brazylia - 20 występów - Niemcy - 19 występów - Argentyna - 18 występów - Włochy - 17 występów - Meksyk - 16 występów - Anglia - Francja - Hiszpania - 14 występów - Belgia - Urugwaj - 13 występów - Serbia - 12 występów - Szwecja - Szwajcaria - Stany Zjednoczone - 11 występów - Rosja - Holandia - Korea Południowa - 9 występów - Chile - Czechy - Węgry - Polska - 8 występów - Paragwaj - Szkocja - Kamerun - Portugalia - Japonia |  | - 7 występów - Austria - Bułgaria - Rumunia - Iran - 6 występów - Kolumbia - Nigeria - Arabia Saudyjska - Australia - Chorwacja - Dania - Kostaryka - Maroko - Tunezja - 5 występów - Peru - 4 występy - Algieria - Ekwador - Ghana - 3 występy - Boliwia - Egipt - Grecja - Honduras - Irlandia - Irlandia Północna - Norwegia - Południowa Afryka - Wybrzeże Kości Słoniowej - Senegal - Nowa Zelandia - Kanada |  | - 2 występy - Korea Północna - Salwador - Słowenia - Turcja - Walia - 1 występ - Angola - Bośnia i Hercegowina - Chiny - Demokratyczna Republika Konga - Haiti - Indonezja - Irak - Islandia - Izrael - Jamajka - Katar - Kuba - Kuwejt - NRD - Panama - Słowacja - Togo - Trynidad i Tobago - Ukraina - Zjednoczone Emiraty Arabskie |

## Nagrody indywidualne
Na koniec każdego Mundialu zawodnikom oraz drużynom przyznawane są nagrody za osiągnięcia niezwiązane z pozycją zajętą w turnieju. Obecnie przyznaje się sześć nagród:
- Złota Piłka dla najlepszego zawodnika, przyznawana przez media (pierwszy raz w 1982); Srebrną Piłkę oraz Brązową Piłkę otrzymują zawodnicy, którzy w głosowaniu zajęli odpowiednio drugie i trzecie miejsce;
- Złoty But dla najlepszego strzelca (od 1982, jednakże została przyznana królom strzelców wszystkich poprzednich turniejów o mistrzostwo świata rozgrywanych od 1930 roku); od niedawna przyznaje się Srebrnego Buta oraz Brązowego Buta zawodnikom, którzy znaleźli się odpowiednio na drugim i trzecim miejscu w klasyfikacji strzelców;
- Złota Rękawica dla najlepszego bramkarza, przyznawana przez FIFA Technical Study Group (pierwszy raz w 1994); do 2006 roku nazywana Złotą Rękawicą Lwa Jaszyna, od imienia byłego bramkarza radzieckiego;
- Nagroda dla Najlepszego Młodego Zawodnika, dla najlepszego zawodnika, który wraz z rozpoczęciem roku rozgrywania turnieju nie ukończył 21. roku życia, przyznawana przez FIFA Technical Study Group (pierwszy raz w 2006);
- Nagroda FIFA Fair Play dla drużyny z najlepszymi statystykami fair play, w oparciu o system punktów oraz kryteria wprowadzone przez Komitet FIFA Fair Play (pierwszy raz przyznana w 1978);
- Najbardziej Interesujący Zespół (ang. Most Entertaining Team) dla drużyny, która grała najbardziej widowiskowo, przyznawana na podstawie głosów kibiców (pierwszy raz w 1994). Ostatni raz przyznana w 2006 roku;

Zespół Gwiazd składający się z najlepszych zawodników turnieju (od 1998).

## Rekordy i statystyki
Brazylijczyk Pelé jest jedynym zawodnikiem w historii, który trzykrotnie zdobył tytuł mistrzowski (1958, 1962, 1970), natomiast jego rodak Cafu jako jedyny w historii wystąpił w trzech różnych meczach finałowych rozgrywek (1994, 1998, 2002).
Rekordowo w pięciu mistrzostwach wystąpiło sześciu zawodników: Meksykanie Antonio Carbajal (1950–1966), Rafael Márquez (2002–2018) oraz Andrés Guardado (2006–2022), Niemiec Lothar Matthäus (1982–1998), Argentyńczyk Lionel Messi (2006–2022) i  Portugalczyk Cristiano Ronaldo (2006–2022). 
Cristiano Ronaldo jest jedynym, który strzelił gola w pięciu różnych turniejach, natomiast Lionel Messi jako jedyny zaliczył asystę w pięciu różnych turniejach.
Do Messiego należą także rekordy: największej liczby rozegranych spotkań (26), największej liczby rozegranych minut (2314), największej liczby rozegranych meczów jako kapitan (19) oraz największej liczby zdobytych nagród "zawodnika meczu" (11).
Najlepszym strzelcem w historii mistrzostw świata w piłce nożnej jest reprezentant Niemiec Miroslav Klose (2002–2014), który zdobył 16 bramek. Jest on także posiadaczem rekordu największej liczby wygranych spotkań (17). Na drugim miejscu jest Brazylijczyk Ronaldo (1994–2006, 15 goli). Trzecie miejsce zajmuje Niemiec Gerd Müller, który ma na koncie 14 goli. Czwartą pozycję zajmuje Lionel Messi ex aequo z Francuzem Just Fontaine, który wszystkie swoje 13 bramek zdobył podczas turnieju w 1958 roku – rekord pod względem liczby bramek na jednym turnieju.
Brazylijczyk Mário Zagallo, Niemiec Franz Beckenbauer i Francuz Didier Deschamps są jedynymi, którzy zdobyli Puchar Świata jako zawodnicy i jako trenerzy. Zagallo triumfował w 1958 i 1962 jako zawodnik oraz w 1970 jako trener. Beckenbauer wygrał w 1974 jako kapitan drużyny oraz w 1990 jako trener. Deschamps wygrał w roku 1998 jako kapitan drużyny oraz w 2018 jako trener. Włoch Vittorio Pozzo jest jedynym trenerem, który zdobył dwa tytuły mistrzowskie. Wszyscy trenerzy, którzy zdobyli mistrzostwo świata, prowadzili reprezentacje swoich ojczystych państw.
Reprezentacja Brazylii rozegrała rekordową liczbę meczów w mistrzostwach świata; na kolejnym miejscu są Niemcy i Włochy. Brazylia zdobyła także najwięcej bramek w historii, druga zaś jest reprezentacja Niemiec. Obie te drużyny podczas mistrzostw świata grały ze sobą tylko dwa razy, w finale turnieju w 2002 roku i w półfinale turnieju w 2014.
Kolumbijczyk Marcos Coll jest jedynym zawodnikiem w historii, który na mistrzostwach świata zdobył bramkę bezpośrednio z rzutu rożnego. Podczas turnieju w 1962 roku pokonał on radzieckiego bramkarza Lwa Jaszyna.
Do Włocha Waltera Zengi należy rekord najdłuższej serii bez straconej bramki. Na mundialu w 1990 roku bramkarz Włoch nie dał się pokonać przez 517 minut.
Najmłodszym uczestnikiem finałów mistrzostw świata jest piłkarz Irlandii Północnej Norman Whiteside, który w trakcie debiutu miał 17 lat i 41 dni. Natomiast najstarszym uczestnikiem jest egipski bramkarz Essam El-Hadary, który w chwili ostatniego występu liczył 45 lat i 161 dni. Najmłodszym mistrzem świata jest Pelé, który triumfował w wieku 17 lat i 249 dni. Włoch Dino Zoff mając 40 lat i 133 dni, stał się najstarszym zwycięzcą mundialu. Z kolei najstarszym strzelcem jest Roger Milla z Kamerunu, który strzelił bramkę mając 42 lata i 38 dni.
Najwyższe zwycięstwo 10:1 zanotowano w meczu Węgry – Salwador podczas turnieju w 1982 roku oraz 9:0 w meczach Węgry – Korea Południowa w 1954 i Jugosławia – Zair w 1974. Natomiast rekordowe zwycięstwa w meczach eliminacyjnych odniosła Australia, która 11 kwietnia 2001 roku pokonała Amerykańskie Samoa 31:0 w eliminacjach do MŚ 2002 grupy I strefy OFC.
Najwięcej bramek (12) w jednym meczu padło w spotkaniu Austrii ze Szwajcarią 7:5 podczas turnieju finałowego w 1954 roku.
Najwyższy remis to 4:4 – takim wynikiem zakończyły się mecze Anglia – Belgia (w czasie dodatkowym) w 1954 i ZSRR – Kolumbia w 1962. Remis 4:4 był też w regulaminowym czasie meczu Brazylia – Polska w 1938, ale po dogrywce Brazylijczycy wygrali 6:5.